# Aeroportul Salekhard
Aeroportul Salekhard (IATA: SLY, ICAO: USDD) este un aeroport din Salekhard⁠(d), Salekhard Urban Okrug⁠(d), Districtul autonom Iamalia-Neneția, Regiunea Tiumen, Rusia ce deservește zona Salehard⁠(d). Aeroportul a fost tranzitat în 2018 de 298.104 pasageri. A fost numit după zona deservită.
Situat la o altitudine de 65 m, aeroportul dispune de 1 pistă.

## Infrastructură

### Piste
Aeroportul dispune de o singură pistă. Pista are orientarea 04/22. 